# لويد هان
لويد هان (بالإنجليزية: Lloyd Hahn)‏ هو منافس ألعاب قوى أمريكي، ولد في 7 أغسطس 1898 في فولس سيتي في الولايات المتحدة، وتوفي في 1983 في برايتون في الولايات المتحدة.

## وصلات خارجية
- لويد هان على موقع أوليمبيديا (الإنجليزية)